# لورا رايت
لورا رايت (بالإنجليزية: Laura Wright)‏ هي ممثلة أمريكية، ولدت في 11 نوفمبر 1970 بواشنطن العاصمة في الولايات المتحدة. بدأت مشوارها المهني سنة 1991، ومن الجوائز التي نالتها جائزة إيمي داي تايم ‏.

## أعمال

### أفلام
- (2015) جوي[5]

### مسلسلات
- المستشفى العام

## جوائز
- جائزة إيمي داي تايم [الإنجليزية]‏

## وصلات خارجية
- لورا رايت على موقع IMDb (الإنجليزية)
- لورا رايت على موقع ألو سيني (الفرنسية)
- لورا رايت على موقع أول موفي (الإنجليزية)
- لورا رايت على موقع إن إن دي بي (الإنجليزية)
- لورا رايت على موقع قاعدة بيانات الفيلم (الإنجليزية)
- لورا رايت على موقع كينوبويسك (الروسية)